# Cuerpo Nacional de Policía
El Cuerpo Nacional de Policía (CNP), denominado también Policía Nacional, es un instituto armado español de naturaleza civil, dependiente del Ministerio del Interior, principal responsable de la vigilancia policial de todas las capitales de provincia y núcleos urbanos que el Gobierno determine. Es una de las dos fuerzas de seguridad de ámbito nacional, junto con la Guardia Civil.
Se encarga además, a través de sus numerosas especialidades, de investigaciones penales, judiciales, terroristas y asuntos sobre orden público y extranjería. Sin embargo, la capacidad y poder del CNP varía según las distintas comunidades autónomas del país; la Ertzaintza en el País Vasco, los Mozos de Escuadra en Cataluña, la Policía Foral en Navarra y la Policía Canaria en Islas Canarias son los principales cuerpos y fuerzas de seguridad en estas comunidades, por lo que el papel del cuerpo en estas regiones es menor. En los casos de Cataluña y el País Vasco, el Cuerpo Nacional de Policía sigue desarrollando las competencias que no se han cedido a los Mozos de Escuadra ni a la Ertzaintza completamente, como la lucha contra el terrorismo, redes de inmigración ilegal, control fronterizo y competencias en la emisión de pasaportes y documentos nacionales de identidad. También tiene competencias plenas en cuanto a tramitaciones del DNI y permisos de residencia para los ciudadanos de la Unión o extranjeros.

## Historia

### Antecedentes

#### Origen

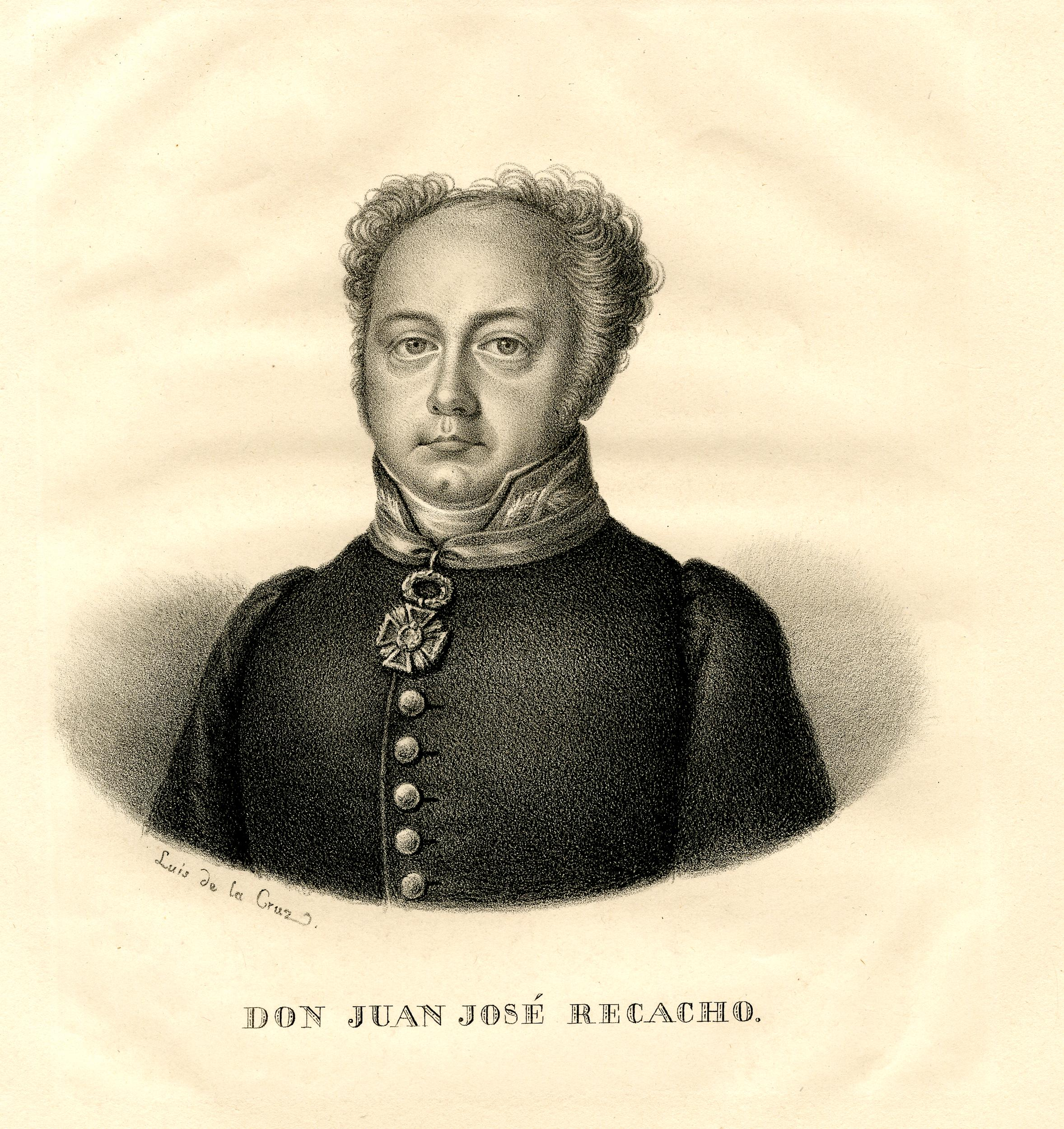
Juan José Recacho, el superintendente de policía que estuvo más tiempo en el puesto. Sustituyó al primer superintendente José Manuel de Arjona.

El 13 de enero de 1824 el rey Fernando VII promulgó el real decreto por el que se creaba la Superintendencia General de Policía. El real decreto dedicaba un apartado especial a Madrid, ciudad que era dotada de una estructura de Comisarías de Distrito —de «cuartel», se decía entonces— que, con las naturales evoluciones, se ha mantenido hasta nuestros días. En ese mismo año se dictaron los Reglamentos de Policía tanto de Madrid como de las provincias colocando a estas últimas bajo las órdenes de Intendentes que respondían ante el intendente general y dividiendo cada provincia en Subdelegaciones radicadas en las localidades o en partidos importantes —126 entonces—, que constituyen el antecedente de la actual estructura en Comisarías Provinciales y Locales.
Es de destacar que el decreto de 1824 configuró la doble función que hoy tiene la policía moderna. Por una parte, velar por el libre ejercicio de los derechos ciudadanos persiguiendo a aquellos que los vulneran y poniéndolos en manos de la Justicia «en el plazo de ocho días, lo más tarde», según cita el artículo XVI. Por otra, la prestación del servicio público de seguridad «garantizando el bien y la seguridad pública» mensaje en el que encuentra eco en el moderno deseo de la Administración Pública de dar un servicio que asegure el bienestar y la calidad de vida de los ciudadanos. 
Sin embargo, como ha advertido Juan Luis Simal, la aparición de la Superintendencia General de Policía, «estuvo íntimamente ligada a la represión y control de los liberales, una tendencia general en la Europa de la Restauración». Como se decía en el decreto de creación tenía el compromiso de «reprimir el espíritu de sedición».

#### SigloXIX
Tras la muerte de Fernando VII, un real decreto con fecha de 28 de septiembre de 1833 reorganizó la policía y estableció una Fuerza armada de policía urbana. Fue, sin embargo, una instrucción gubernamental de Javier de Burgos —firmada el 30 de noviembre de 1833— la que sentó las bases de lo que iba a ser la policía en la España del siglo XIX. En ella se establecía que las funciones de la policía serían "la vigilancia y seguridad de las personas y bienes, sujetando su acción al respecto a la propiedad y con diferencias, atenciones y obsequios hacia las personas con quien tenga que tratar, desterrando los abusos, y asentando su acción en los preceptos legales".
Sin embargo, durante los siguientes años las primeras fuerzas de policía sufrieron numerosas transformaciones orgánicas. Un Real decreto de 1840 disolvió la «Fuerza armada de policía» (uniformada) por motivos económicos, aunque en 1844 se creó el «Cuerpo de Protección y Seguridad». Esta fuerza dependía directamente del Ministerio de la gobernación, y en las provincias lo hacía de los gobernadores civiles.
A partir de 1852 las funciones del cuerpo se ampliaron a todo el país. También en ese año el Cuerpo de Protección y Seguridad establece una división básica en su organización: aquellos policías que fueran de paisano constituirían el «Cuerpo de Vigilancia» mientras que los policías uniformados constituirían el «Cuerpo de Seguridad». Estos cuerpos policiales actuarían bajo la jurisdicción del Ministerio de la Gobernación.
A partir de 1870, durante el Sexenio Revolucionario la sección de la policía encargada de la seguridad pública fue uniformizada y militarizada —pasó a denominarse Cuerpo de Orden Público—, de acuerdo con la Ley de Orden Público de 1870. Otra cambio importante fue que desde 1863 funcionaron en el seno de la policía los Facultativos forenses, especialistas de la medicina legal y forense que constituyeron una primitiva policía científica.
El Cuerpo de Vigilancia tenía carácter civil y sus miembros vestían de paisano, mientras que el Cuerpo de Seguridad tenía una estructura orgánica militarizada —aunque no era una unidad militar— y sus miembros vestían uniforme; esto supuso que el Cuerpo de Seguridad dependiera del Ministerio de la gobernación en cuanto a sus funciones policiales, aunque dependiera también del Ministerio de la Guerra en lo referente a la estructura orgánica.

#### Primer tercio delXX
El asesinato del presidente José Canalejas en 1912 supuso un revulsivo. El gobierno tomó conciencia de la situación real, lo que le llevó a una profunda reorganización de la policía y las fuerzas de seguridad. Esto incluyó la creación de la nueva Dirección General de Seguridad —cuyo primer director fue Ramón Méndez Alanís— y la creación de unidades específicas para combatir el terrorismo anarquista: la «Brigada de Informaciones» y la «Brigada de Anarquismo y Socialismo».
En julio de 1936, tras el comienzo de la guerra civil española, los efectivos de la policía gubernativa quedaron divididos entre las fuerzas leales al gobierno y las fuerzas sublevadas. En la zona sublevada los militares asumieron las competencias de orden público, por lo que la policía tuvo un papel menos relevante; ello no significó que no siguieran ejerciendo sus funciones de preguerra. efectivos del Cuerpo de Investigación y Vigilancia se manifestaron mayoritariamente partidarios de la sublevación militar, mientras que los efectivos del Cuerpo de Seguridad y Asalto se alinearon en mayor medida con el Gobierno republicano. Durante la contienda los cuerpos policiales en la zona sublevada sufrieron pocos cambios orgánicos. En la zona republicana la organización policial se vio gravemente alterada con la situación revolucionaria que se vivía en aquella zona, dado que las estructuras del Estado habían colapsado tras la sublevación militar. El 26 de diciembre se constituyó en la zona republicana un «Cuerpo de Seguridad» que unificaba en una sola organización a los antiguos cuerpos de Vigilancia y de Seguridad, aunque con dos ramas: la civil o de «paisano» y la militarizada o «uniformada». Algo parecido ocurrió con la Guardia Civil, que desde agosto de 1936 fue disuelta y reconvertida en Guardia Nacional Republicana.

#### Dictadura franquista
Tras el final de la contienda y la instauración del régimen franquista, los organismos estatales de seguridad fueron reorganizados. La ley del 23 de septiembre de 1939 reorganizó la estructura de la Dirección General de Seguridad y se creó un nuevo cuerpo de seguridad, la Policía Armada, bajo la dirección del general Antonio Sagardía. Por la misma ley las competencias de los Vigilantes de Caminos pasan a la Policía Armada —que posteriormente sería renombrada como Cuerpo de Policía Armada y de Tráfico—, por lo que desaparece el Cuerpo de Vigilantes de Caminos. El 8 de marzo de 1941 se aprobó la «Ley de Reorganización de los Servicios de Policía», mediante la cual fueron reorganizadas las fuerzas policiales, como elemento de represión y mantenimiento del orden público. El Cuerpo de Seguridad y Asalto fue absorbido por la Policía Armada, mientras que el antiguo Cuerpo de Investigación y Vigilancia se reconvirtió en el nuevo Cuerpo General de Policía.

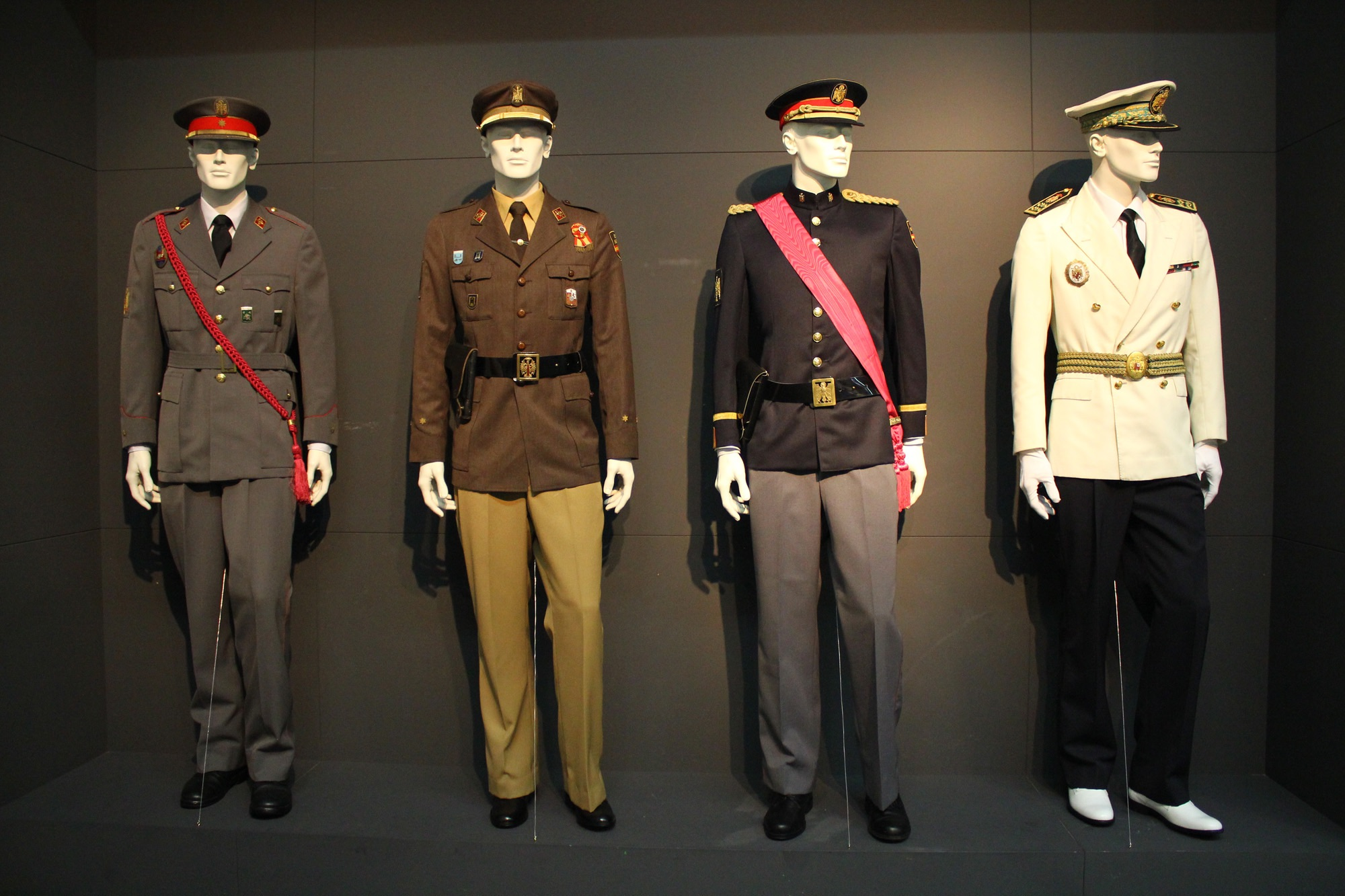
Antiguos uniformes del cuerpo de policía en una exposición en Vigo.

Con la instauración del régimen franquista también desaparecieron cuerpos policiales de carácter regional, como la Ertzaña y los Mozos de Escuadra. No obstante, el régimen sí mantuvo a los Miñones de Álava y al Cuerpo de Policía de Carreteras de Navarra —territorios donde había triunfado la sublevación militar—. Progresivamente, el régimen toleró a pequeña escala la existencia de otros cuerpos. En 1945 autorizó la reimplantación del Somatén catalán, extendiendo además su estructura a todo el país. En 1950 un decreto del Ministerio de la gobernación autorizó a la Diputación de Barcelona la organización de una sección de Mozos de Escuadra.

#### Transición
El 4 de diciembre de 1978 la antigua Policía Armada de la época franquista fue reestructurada y renombrada como Cuerpo de Policía Nacional. Orgánicamente, el nuevo organismo policial dependía del Ministerio del Interior, aunque directamente lo hiciera a través de la Dirección General de Seguridad (DGS). La Policía Nacional constituía un cuerpo de estructura y organización militar, no integrada en las Fuerzas Armadas, y que dependía del Ministerio del Interior. Sus miembros fueron popularmente conocidos por el apelativo de maderos por el color de su uniforme, en contraste con el uniforme color gris empleado durante la época franquista por la Policía Armada.

### Cuerpo Nacional de Policía
El Cuerpo Nacional de Policía, con su estructura y denominación actual tiene su origen directo en la Constitución de 1978, donde se le consagran dos misiones básicas: proteger el libre ejercicio de los derechos y libertades y garantizar la Seguridad Ciudadana.

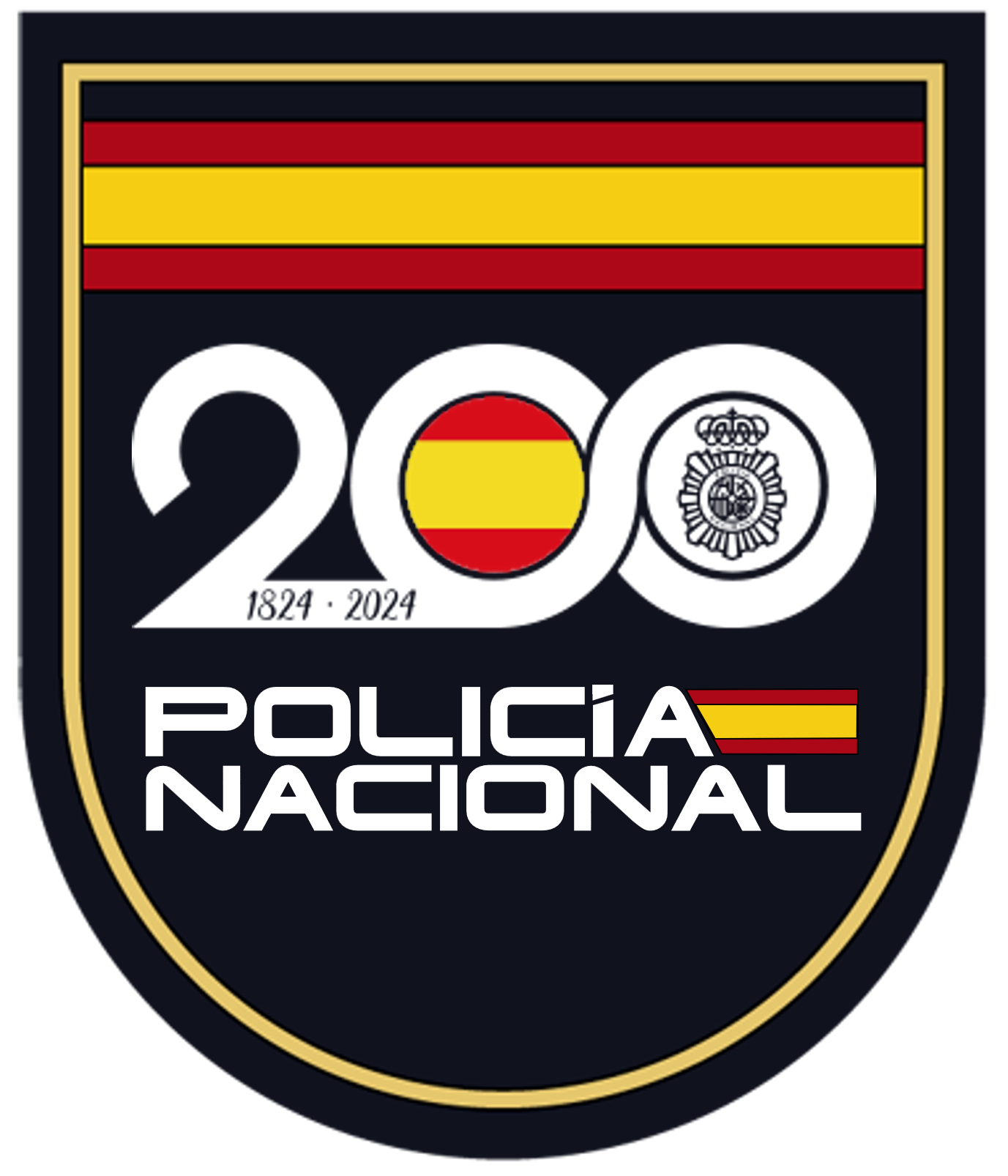
Distintivo con el emblema del Bicentenario de la Policía.

A partir de este mandato Constitucional, el 13 de marzo de 1986 se promulgó la Ley Orgánica de Fuerzas y Cuerpos de Seguridad, (Ley Orgánica 2/1986) que unificaba los Cuerpos de Policía Nacional y Cuerpo Superior de Policía en el actual Cuerpo Nacional de Policía. Eran dos cuerpos de naturaleza muy distinta, pues el cuerpo superior se dedicaba a la investigación, frente al otro cuerpo, que era fundamentalmente un cuerpo policial de orden público. Así pues, en el Cuerpo Nacional de Policía se integraron los funcionarios de los Cuerpos Superior de Policía y de Policía Nacional, que quedaron extinguidos.
Con la entrada en vigor de la Ley Orgánica 9/2015, de 28 de julio, de Régimen de Personal de la Policía Nacional, pasó a oficializarse la denominación Policía Nacional coexistiendo con la denominación original y con las siglas CNP a partir de su entrada en vigor. El propio preámbulo de la ley expone que el uso de esa denominación «no obsta para que el Cuerpo Nacional de Policía conserve su identidad, necesaria para vertebrar y consolidar la tradición y continuidad que la institución policial necesita para desplegar su actividad dentro y fuera de España».
En 2024, con motivo de su 200 aniversario, el Gobierno concedió al cuerpo la Orden del Mérito Constitucional.

## Competencias
Según el artículo 12 de la Ley Orgánica 2/1986 al CNP le será encomendadas las siguientes funciones exclusivas en todo el territorio nacional:

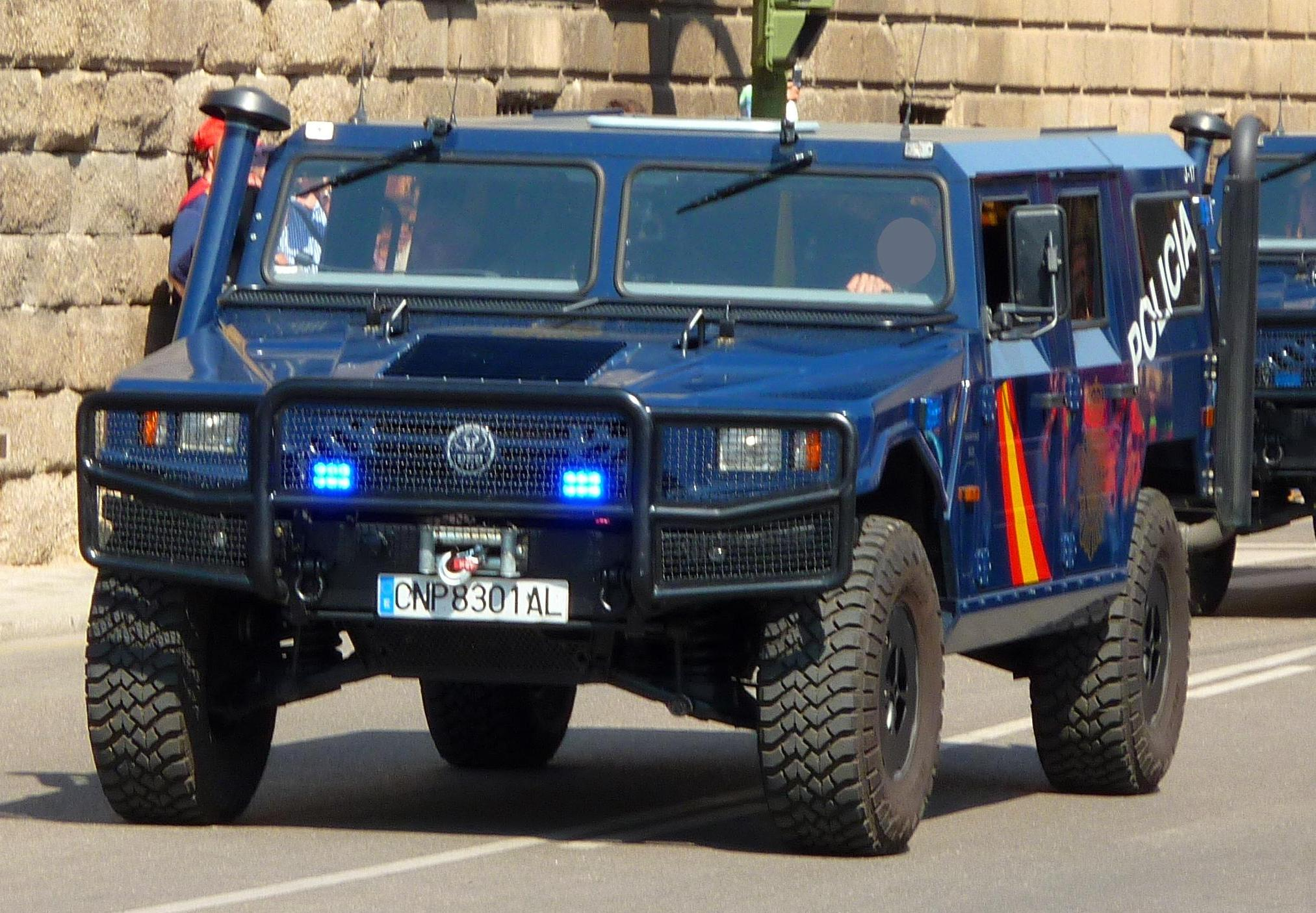
URO VAMTAC de las UIP

1. URO VAMTAC de las UIPLa expedición del Documento Nacional de Identidad y de los pasaportes.
2. El control de entrada y salida del territorio nacional de españoles y extranjeros.
3. Las previstas en la legislación sobre extranjería, refugio y asilo, extradición, expulsión, emigración e inmigración. Esto no debe entenderse como que la inmigración ilegal y la trata de seres humanos entre en aquellas competencias administrativas, que puede desempeñar cualquier cuerpo de ámbito nacional o autonómico.
4. La vigilancia e inspección del cumplimiento de la normativa en materia del juego. Competencia administrativa, sin que impida a otros cuerpos desarrollar investigaciones sobre juego y apuestas ilegales.
5. La investigación y persecución de los delitos relacionados con la droga.
6. Colaborar y prestar auxilio a las policías de otros países, conforme a lo establecido en los tratados y acuerdos internacionales sobre las leyes, bajo la superior dirección del Ministerio del Interior. Mediante Interpol y Europol. La jurisprudencia del Tribunal Supremo (STS 31 de marzo de 1998 y STS 4 de marzo de 2010) ha interpretado que esta competencia no puede considerarse exclusiva del CNP.
7. El control de las entidades y servicios privados de seguridad, vigilancia e investigación, de su personal, medios y actuaciones.
8. Aquellas otras que le atribuya la legislación vigente.

Y las siguientes funciones generales, según el artículo 11 de la L.O 2/1986, en las capitales de provincia y en otras poblaciones determinadas por el gobierno:
1. Velar por el cumplimiento de las leyes y disposiciones generales, ejecutando las órdenes que reciban de las autoridades, en el ámbito de sus respectivas competencias.
2. Auxiliar y proteger a las personas y asegurar la conservación y custodia de los bienes que se encuentren en situación de peligro por cualquier causa.
3. Vigilar y proteger los edificios e instalaciones públicos que lo requieran.
4. Velar por la protección y seguridad de altas personalidades.
5. Mantener y restablecer, en su caso, el orden y la seguridad ciudadana.
6. Prevenir la comisión de actos delictivos.

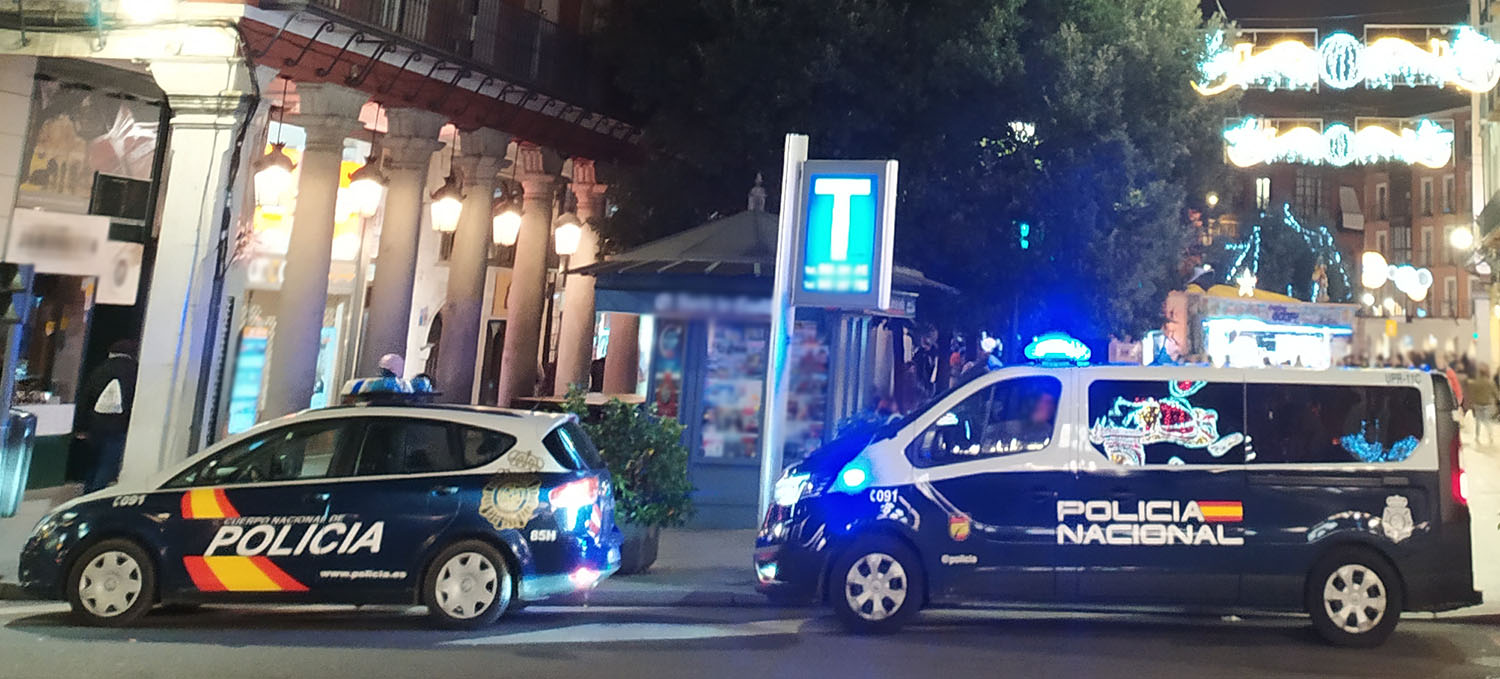
SEAT Altea (vehículo de mando) y Renault Trafic de las UPR, con rotulación de 2008 y 2021 respectivamente.

7. SEAT Altea (vehículo de mando) y Renault Trafic de las UPR, con rotulación de 2008 y 2021 respectivamente.Investigar los delitos para descubrir y detener a los presuntos culpables, asegurar los instrumentos, efectos y pruebas del delito, poniéndolos a disposición del juez o tribunal competente, y elaborar los informes técnicos y periciales procedentes.
8. Captar, recibir y analizar cuantos datos tengan interés para el orden y la seguridad pública, y estudiar, planificar y ejecutar los métodos y técnicas de prevención de la delincuencia.
9. Colaborar con los servicios de Protección Civil, en los casos de grave riesgo, catástrofe y calamidad pública, en los términos en que se establezcan en la legislación de protección civil.

## Legislación reguladora
- Constitución española de 1978
- Ley Orgánica 2/1986 de 13 de marzo, de las Fuerzas y Cuerpos de Seguridad
- Ley Orgánica 4/2010 de 20 de mayo, del Régimen Disciplinario del Cuerpo Nacional de Policía
- Ley Orgánica 9/2015 de 28 de julio, de Régimen de Personal de la Policía Nacional
- Real Decreto 207/2024, de 27 de febrero , por el que se desarrolla la estructura orgánica básica del Ministerio del Interior
- Real Decreto 2/2006, prevención de riesgos laborales en Cuerpo Nacional de Policía.[23]
- ORDEN INT/859/2023, de 21 de julio, por la que se desarrolla la estructura orgánica y funciones de los Servicios Centrales y Periféricos de la Dirección General de la Policía.

## Organización territorial

### Estructura Central
La estructura de la Organización Central del Cuerpo Nacional de Policía según las últimas reestructuraciones del Ministerio del Interior, operadas a través del R.D. 991/2006, de 8 de septiembre; el R.D. 1571/2007, de 30 de noviembre; el R.D. 1181/2008, de 11 de julio; y el Real Decreto 400/2012, de 17 de febrero, por el que se desarrolla la estructura orgánica básica del Ministerio del Interior, que continúa el proceso de reestructuración iniciado por el Real Decreto 1823/2011, de 21 de diciembre, por el que se reestructuran los departamentos ministeriales y el Real Decreto 1887/2011, de 30 de diciembre, por el que se establece la estructura orgánica básica de los departamentos ministeriales, en el que se crean las Direcciones Generales de la Policía y de la Guardia Civil, suprimiéndose la Dirección General de la Policía y de la Guardia Civil. Actualmente la estructura de la DGP viene regulada por ORDEN INT/859/2023, de 21 de julio, donde se desarrolla la estructura orgánica y funciones de los Servicios Centrales y Periféricos. La Dirección General de la Policía se compone de:
- Dirección Adjunta Operativa.
- Subdirección General de Recursos Humanos y Formación.
- Subdirección General de Logística e Innovación.
- Subdirección General del Gabinete Técnico.

#### Dirección Adjunta Operativa
Es la encargada de la colaboración con el director general en la dirección, coordinación y supervisión de las unidades operativas supraterritoriales y territoriales, así como en el seguimiento y control de los resultados de los programas operativos y en la definición de los recursos humanos y materiales aplicables a dichos programas.
Los órganos encargados de prestar apoyo y asistencia a la DAO son;
- Jefatura Central de Operaciones. Dependen las Comisarías Especiales (de Casa Real, Presidencia de Gobierno, Congreso, Senado, Tribunal Constitucional, Consejo General del Poder Judicial, Tribunal Supremo, Audiencia Nacional, Defensor del Pueblo, y Tribunal de Cuentas), así como las unidades adscritas a las comunidades autónomas.10
- Unidad Planificación Estratégica y Coordinación. Entre otras funciones, aglutina toda la coordinación, recepción, tratamiento y análisis de la información en materia de inteligencia.11
- Unidad de Asuntos Internos. Vigila e investiga infracciones penales y conductas contrarias a la ética profesional por parte de los policías del CNP.
- Grupo Especial de Operaciones (GEO). Unidad de élite preparada para intervenir en situaciones que requieran una especial cualificación en su ejecución, particularmente de carácter terrorista, y otras que supongan grave riesgo para la vida y bienes de las personas (liberación toma de rehenes, protección de personas y bienes como son las Embajadas y Consulados de España en el extranjero).
Así mismo, la Dirección Adjunta Operativa es responsable, de acuerdo con las directrices emanadas del director general, de la dirección, impulso y coordinación de las funciones policiales operativas, que en el nivel central serán realizadas por las Comisarías Generales de Información, de Policía Judicial, de Seguridad Ciudadana, de Extranjería y Fronteras y de Policía Científica, todas ellas con nivel orgánico de subdirección general, junto con las Divisiones de Cooperación Internacional, de Personal, Económica y Técnica, de Formación y Perfeccionamiento y Documental.

#### Comisarías Generales
- Comisaría General de Información

- Captación, recepción, tratamiento y desarrollo de la información de interés para el orden y la seguridad pública.
- Utilización operativa de la información, específicamente en materia antiterrorista en el ámbito nacional e internacional.
Está integrada entre otros por:

- Unidad Central de Inteligencia.
- Unidad Central de Información Interior.
- Unidad Central de Información Exterior.
- Unidad Central de Apoyo Operativo.
- Unidad Central de Desactivación de Explosivos. Formada por los TEDAX-NRBQ (Nuclear, Radiológico, Biológico y Químico). Sus funciones son las de intervenir y actuar ante la presencia y detección de supuestos artefactos explosivos e incendiarios y todo tipo de agentes NRBQ, así como la recogida, transporte, análisis e investigación de los mecanismos, elementos y restos de dichos artefactos y de las sustancias y agentes. El equipo mínimo de actuación ante un incidente con explosivos, es el compuesto por dos policías TEDAX, al que se denomina Equipo de Desactivación de Explosivos (EDE). Estos equipos dependen orgánica y funcionalmente de sus respectivos mandos policiales territoriales. Los Acuerdos del Consejo de Ministros de 28.11.1986 y 16.02.1996 otorgan el carácter de Secreto a la estructura, organización, medios y procedimientos operativos específicos de los Servicios de información, así como sus fuentes y cuantas informaciones y datos puedan revelarlas.
- Comisaría General de Policía Judicial

Le corresponde la investigación y persecución de las infracciones supraterritoriales, especialmente los delitos relacionados con las drogas, la delincuencia organizada, económica, financiera, tecnológica y el control de los juegos de azar, así como la colaboración con las Policías de otros países. Asimismo, le corresponderá la dirección de los servicios encargados de la investigación de delitos monetarios y los relacionados con la moneda, así como la colaboración con los servicios correspondientes del Banco de España en estos asuntos.
- Unidad Central de Inteligencia Criminal (UCIC). Encargada de la captación, recepción, análisis relacionados con la actividad criminal, coordinando las investigaciones criminales para evitar duplicidades entre los grupos investigadores.
- Unidad Central de Delincuencia Económica y Fiscal (UDEF Central).Encargada de la investigación en materia de delincuencia económica y fiscal, incluyendo investigaciones de Blanqueo de Capitales y anticorrupción. -
- Unidad Central de Ciberdelincuencia. Asume la investigación y persecución de las actividades delictivas que impliquen la utilización de las tecnologías de la información y las comunicaciones (TIC) y el ciberdelito de ámbito nacional y transnacional, relacionadas con el patrimonio, el consumo, la protección al menor, la pornografía infantil, delitos contra la libertad sexual, contra el honor y la intimidad, redes sociales, fraudes, propiedad intelectual e industrial y seguridad lógica. Actuará como Centro de Prevención y Respuesta E-Crime del Cuerpo Nacional de Policía. De esta Unidad dependerán: La Brigada de Investigación Tecnológica (BIT), a la que corresponde la investigación de las actividades delictivas relacionadas con la protección de los menores, la intimidad, la propiedad intelectual e industrial y los fraudes en las telecomunicaciones y la Brigada Central de Seguridad Informática la que corresponde la investigación de las actividades delictivas que afecten a la seguridad lógica y a los fraudes.
- Unidad de Droga y Crimen Organizado (UDYCO Central). Encargada de la investigación del tráfico ilícito de drogas y modalidades delictivas cometidas por el crimen organizado. -
- Unidad de Delincuencia Especializada y Violenta (UDEV Central). Investigación de delitos especialmente graves contra las personas (secuestros, incidentes críticos, homicidios, desaparecidos), patrimonio (extorsiones, atracos, robos), con especial significación del patrimonio histórico artístico, delitos relativos al derecho de autor, y del consumo y medio ambiente, incluyendo las infracciones delictivas en materia de dopaje en el deporte y la vigilancia e inspección del juego de azar. -
- Unidad Central de Atención a la Familia y Mujer (UFAM). Tiene competencias en la investigación y persecución de los delitos en el ámbito de la violencia de género, doméstica y todos los delitos sexuales, así como la coordinación de la  protección de las víctimas de violencia de género.

- Comisaría General de Seguridad Ciudadana

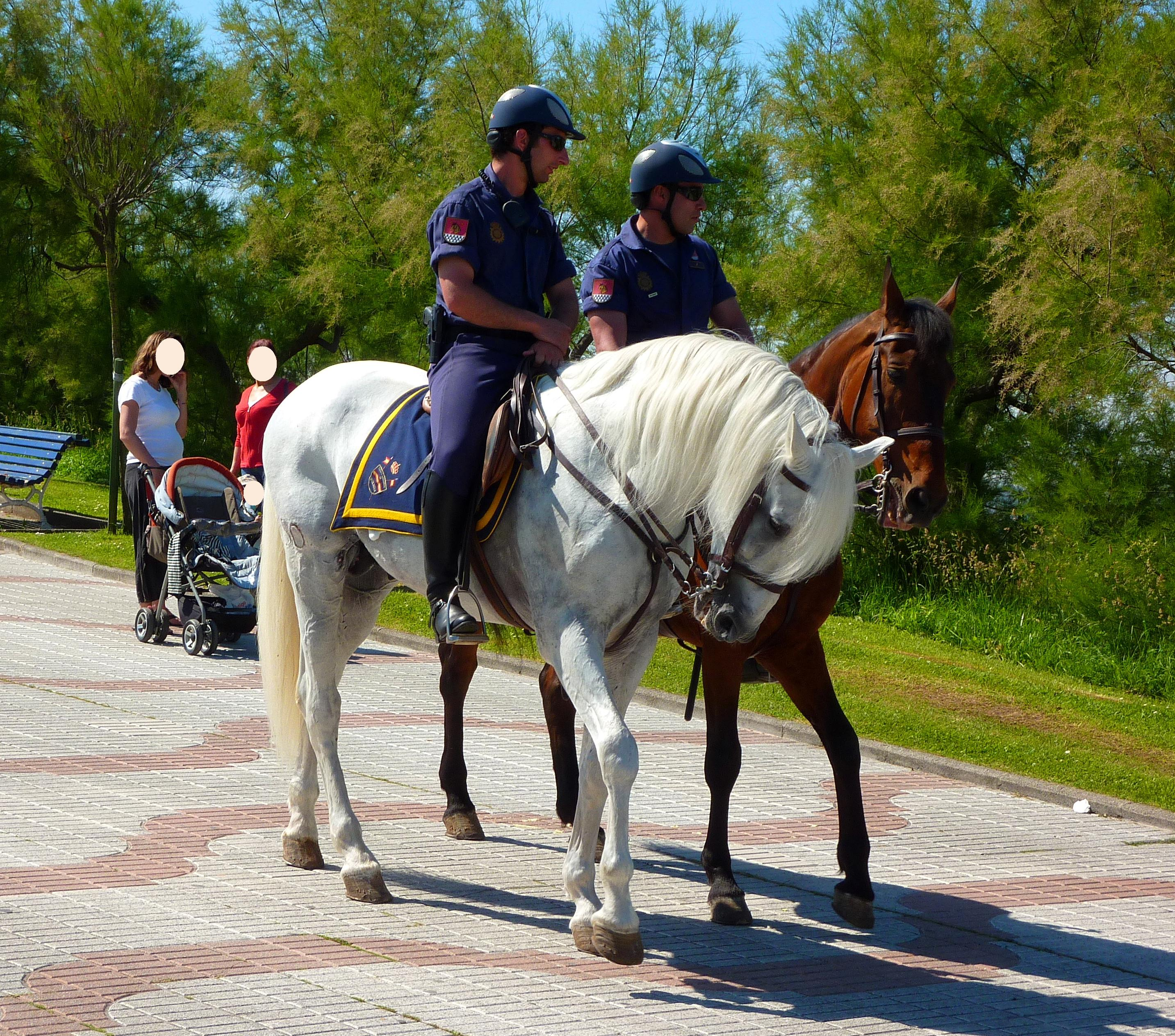
Patrulla a caballo

- La organización y gestión de lo relativo a la prevención, mantenimiento y, en su caso, restablecimiento del orden y la seguridad ciudadana.
- El control de las empresas y del personal de la seguridad privada.
- La vigilancia de los espectáculos públicos, dentro del ámbito de competencia del Estado.
- La protección de altas personalidades, edificios e instalaciones que por su interés lo requieran.
Las unidades que las componen son:
- Jefatura de las Unidades de Intervención Policial. Coordina y controla todas las Unidades de Intervención Policial (U.I.P.), teniendo como misión específica la prevención, mantenimiento y restablecimiento del orden público.
- Unidad Central de Protección. Su función es organizar, gestionar y ejecutar, a nivel central la protección de altas personalidades, edificios e instalaciones de interés.
- Jefatura de las Unidades Especiales. Se considera Unidades Especiales a las de Subsuelo, Guías Caninos y Caballería.
- Unidad Central de Seguridad Privada. Encargada de la inspección y control de empresas y personal de seguridad privada.
- Unidad Central de Participación Ciudadana. Canaliza las relaciones con los colectivos ciudadanos para atención de sus demandas sociales en materia policial.
- Comisaría General de Extranjería y Fronteras

Organiza y gestiona los servicios de expedición de las tarjetas de extranjero, el control de entrada y salida del territorio nacional de españoles y extranjeros, la prevención, persecución e investigación de las redes de inmigración ilegal, y en general, el régimen policial de extranjería, asilo, emigración e inmigración.
Las unidades que las componen son:

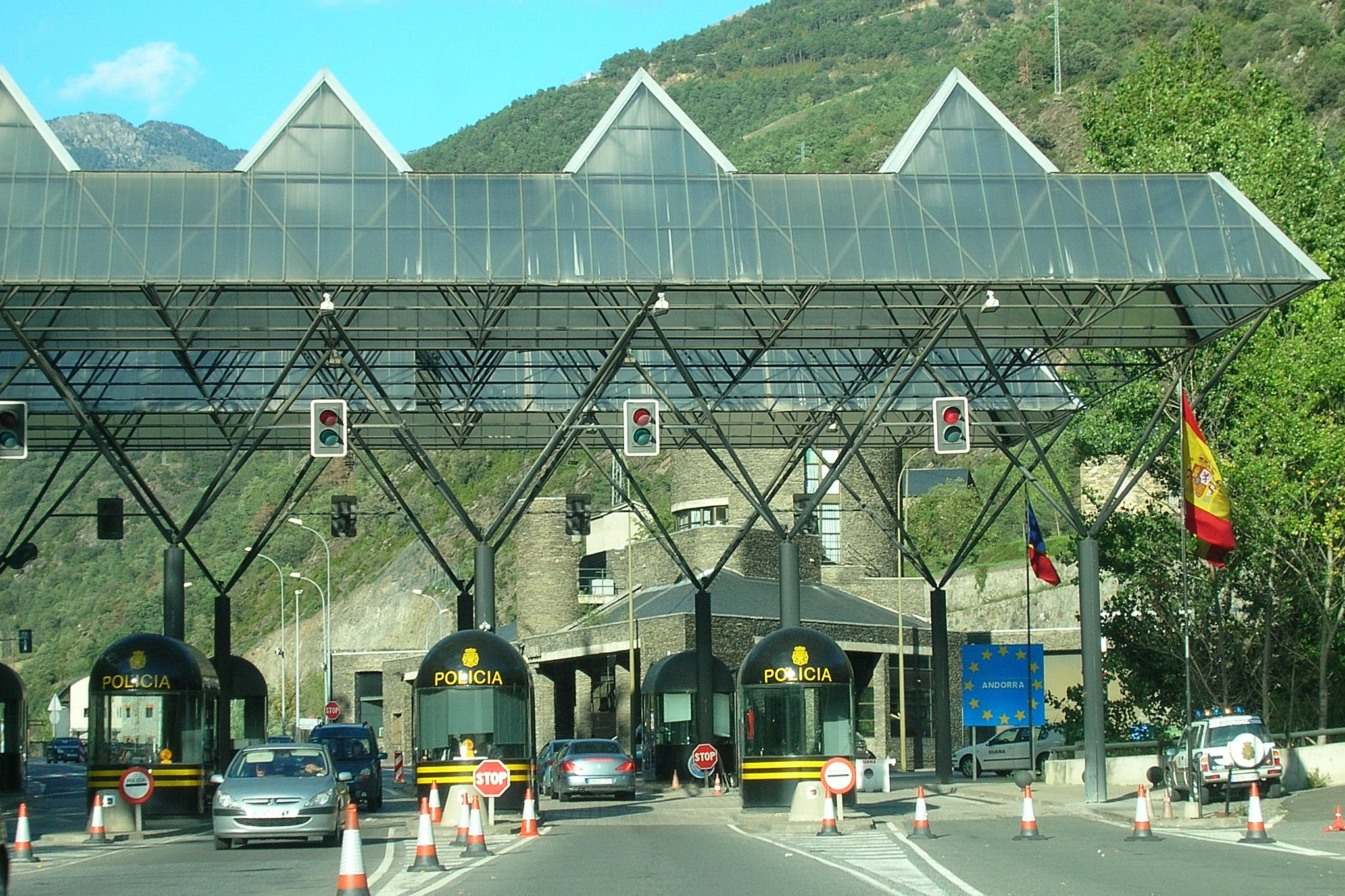
Puesto fronterizo policial España-Andorra.

- Centro Nacional de Inmigración y Fronteras (CENIF). Canaliza y realiza el seguimiento en materia de extranjería del Derecho Comunitario e Internacional. Así como la colaboración con la Agencia Europea de Fronteras (FRONTEX).
- Unidad Central de Redes de Inmigración Ilegal y Falsedades Documentales (UCRIF). Investiga los delitos relacionados con el tráfico de personas y la trata de seres humanos, así como las falsedades documentales vinculados con esa actividad.
- Unidad Central de Fronteras (UCF). Efectúa el control fronterizo de personas.
- Unidad Central de Expulsiones y Repatriaciones (UCER). Tiene la dirección, coordinación, organización, control y ejecución de expulsiones, devoluciones y repatriaciones. Así como el control y la coordinación de los Centros de Internamiento de Extranjeros (CIE).
- Comisaría General de Policía Científica

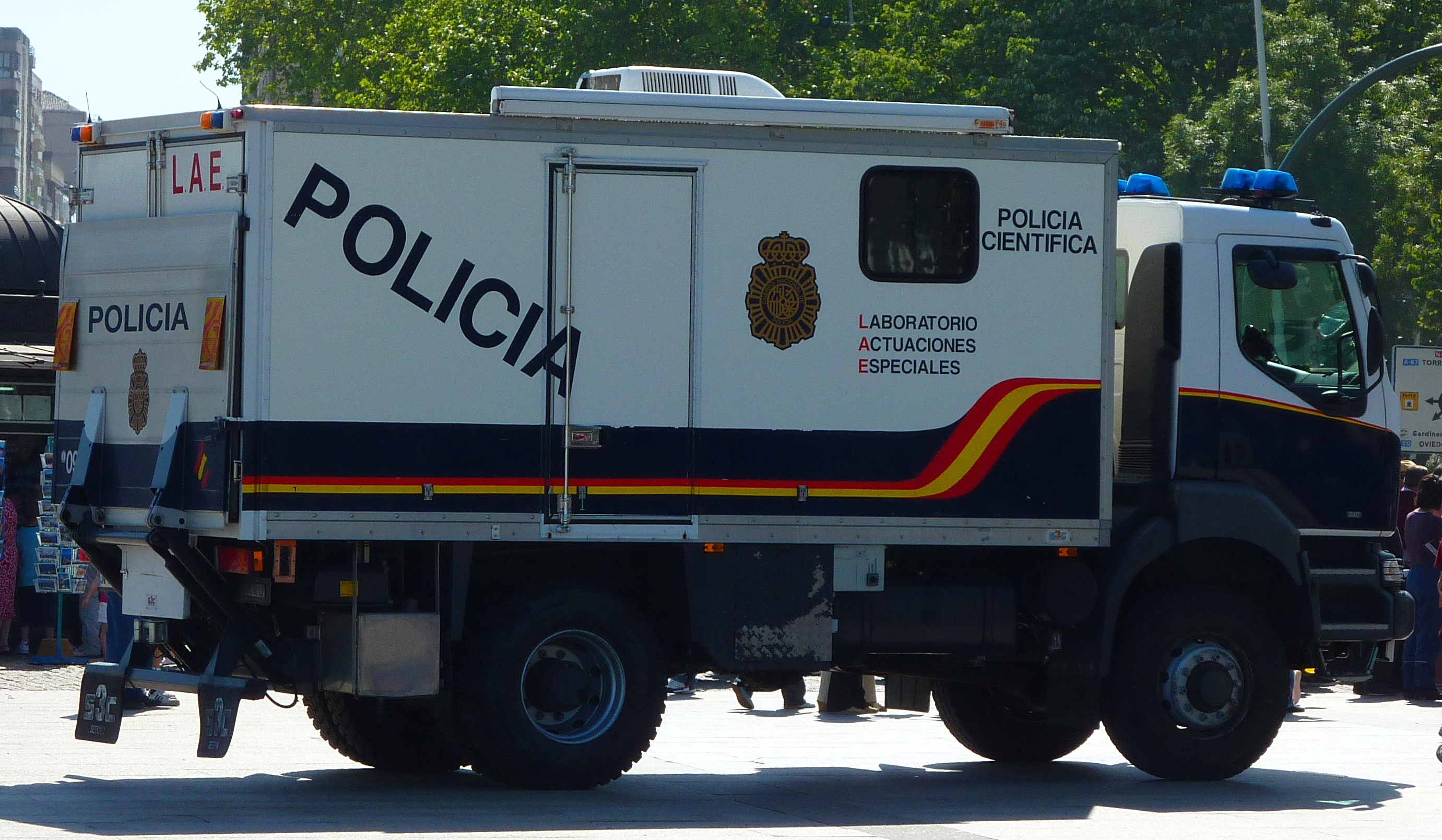
4x4 Laboratorio de Actuaciones Especiales de la Policía Científica

Tiene como funciones la prestación de los servicios de criminalística, identificación, analítica e investigación técnica, así como la elaboración de los informes periciales y documentales que le sean encomendados.
Las unidades que las componen son:
- Unidad Central de Identificación. Obtiene las reseñas dactilares y muestras biológicas de hechos criminales, alimentando bases de datos policiales nacionales (PERPOL, SAID, PDYRH)), e internacionales (EURODAC)
- Unidad Central de Criminalística. Su función es estudiar y realizar informes periciales en materia de falsificación documental, grafoscopía, balística, acústica y pericias informáticas.
- Unidad Central de Análisis Científicos. Gestiona los laboratorios de ADN, Química y Toxicología.
- Unidad Central de Investigación Científica y Tecnológica. Dedicados a la verificación de los estándares de calidad y a las relaciones internacionales en materia de Policía Científica.
- Unidad Central de Coordinación Operativa. Coordina a las unidades de Policía Científica a nivel territorial.

#### Divisiones
División de Cooperación Internacional
Esta División se encarga de la coordinación y cooperación internacional, colabora con los policías de otros países, y apoya al personal policial que presta servicio en el extranjero. En ella se encuentra la Oficina Central Nacional de INTERPOL, la Unidad Nacional de Europol y la Oficina SIRENE; El Centro de Comunicaciones Internacionales (CENCI) y el Área de Coordinación Internacional (ACI)
División de Formación y Perfeccionamiento
Donde se encuadran los centros de formación de la Policía Nacional: 
- Escuela Nacional de Policía (ENP)
- Centro de Actualización y Especialización (CAE)
- Centro de Altos Estudios Policiales (CAEP): Y dentro de éste el Instituto de Estudios de la Policía (IEP)
Además del Área de Procesos Selectivos.
División de Personal
División de Documentación
Secretaría General
Le corresponde prestar asistencia y apoyo a la División, analiza y planifica sus líneas generales de actuación y gestiona los asuntos relativos al régimen de personal y medios adscritos a la misma, asimismo será la encargada de organizar y gestionar los servicios relacionados con la documentación de ciudadanos españoles y extranjeros. Se responsabiliza igualmente de las bases de datos propias de la División y tendrá acceso al Registro Central de Extranjeros para el trámite de las materias de su competencia.
Su titular, como segundo Jefe de la División, sustituye al responsable de ésta en los casos de vacante, ausencia y enfermedad.
Área de Tratamiento Documental y Archivo
Le corresponde la gestión de los fondos documentales de la Dirección General de la Policía, de acuerdo con las precisiones establecidas en la Orden INT/2528/2002, de 2 de octubre, la realización de las actividades relacionadas con la gestión de los antecedentes de las personas de interés policial, así como las requisitorias judiciales y policiales.
División Económica y Técnica

### Estructura Periférica
Está integrada por las Jefaturas Superiores, Comisarías Provinciales, Comisarías Locales, Comisarías Zonales, Comisarías de Distrito, Centros de Cooperación Policial y Aduanera.

#### Jefaturas Superiores

Jefaturas Superiores de Policía en la actualidad.

Las Jefaturas Superiores son órganos de mando, gestión, coordinación e inspección de los distintos servicios dependientes de la Dirección General de la Policía existentes en la comunidad autónoma como ámbito territorial de actuación. lo más parecido a los Órganos Centrales de la Dirección General, pero a escala regional, teniendo bajo su circunscripción, toda las funciones del CNP de una determinada zona o, como es conocida en el "argot", Región Policial, bajo la dependencia funcionarial del respectivo delegado o subdelegado del Gobierno. Suelen estar situadas en cada capital de Comunidad autónoma (aunque no siempre). Existe un total de 20 Jefaturas Superiores, una por comunidad autónoma (17), a excepción de la comunidad autónoma de Andalucía que cuenta con dos, y las ciudades autonómicas de Ceuta y Melilla. Está compuesta por diferentes brigadas operativas:
- Brigada de Seguridad Ciudadana:
  - Prevención y mantenimiento de la Seguridad Ciudadana (orden público).
  - Seguridad privada y espectáculos.
  - Protección de personalidades y edificios.
  - Custodia y traslado de detenidos.

- Brigada Policía Judicial:
  - Investigación y persecución de delitos y faltas.
  - Explotación de información.
  - Auxilio a las Autoridades Judicial y Fiscal

- Brigada de Información:Robot usado por los TEDAX presentado en el Homsec 2015.

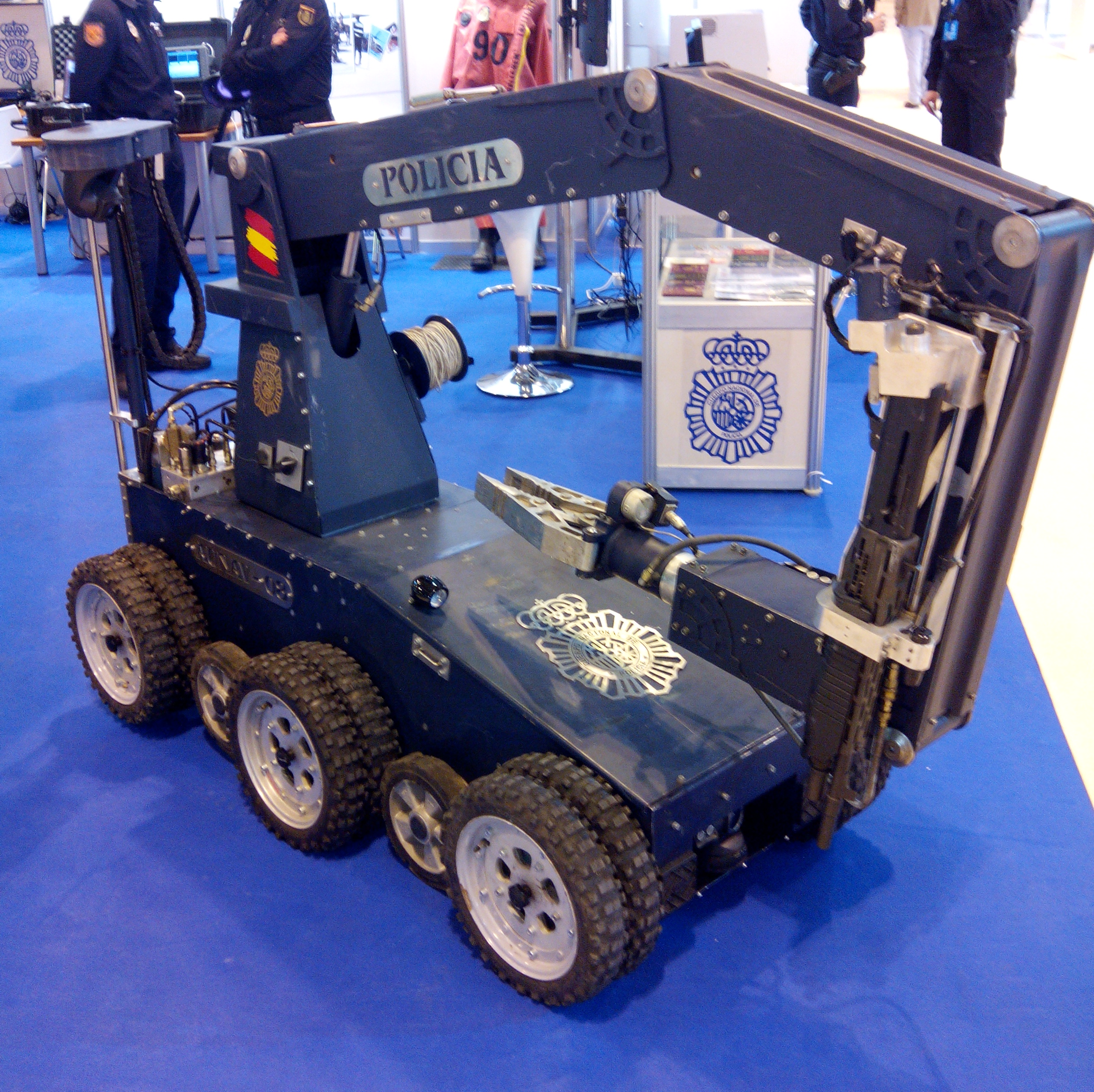
Robot usado por los TEDAX presentado en el Homsec 2015.

  - Captación y recepción de información.
  - Gestión y desarrollo de información.

- Brigada de Extranjería y Fronteras:
  - Control entrada/salida de extranjeros.
  - Tramitación de expedientes de Refugio y Asilo.
  - Vigilancia de la emigración e inmigración.

- Brigada de Policía Científica:
  - Recogida y tratamiento de indicios.
  - Elaboración de informes.
  - Reseñas de detenidos.

#### Comisarías Provinciales
En cada capital de provincia.

#### Comisarías Locales
En grandes núcleos poblacionales. Son un total de 126.

#### Comisarías Zonales
Con competencia territorial en el área comprendida por varios distritos.

#### Comisarías de Distrito
En los distritos Policiales que se determinen debido al gran volumen de población.
Son un total de 65.

#### Centros de Cooperación Policial y Aduanera
Son instalaciones policiales del Ministerio del Interior en zonas fronterizas en las que miembros de la Guardia Civil y de la Policía Nacional que comparten las dependencias con policías del país con el que se comparte dicha frontera (Francia, Portugal y Marruecos).
Hay cinco con Portugal: Tuy-Valença do Minho, Vilar Formoso-Fuentes de Oñoro, Caya-Elvas, Vila Real de Santo Antonio-Ayamonte y Quintanilha-Alcañices. Hay otras 4 con Francia: Canfranc-Somport-Urdos, Le Perthus-La Junquera, Melles Pont du Roy-Lés y Hendaye-Irún). Hay 1 con Marruecos: Algeciras-Tánger que recibe el nombre de Centro de Cooperación Policial.

### Unidades adscritas a comunidades autónomas

Mapa con las distintas policías de España.
- Grisáceo: CC. AA. sin UU. AA. (Unidades Adscritas) o sin policía independiente del CNP.
- Naranja: CC. AA. con UU. AA. del CNP.
- Marrón: CC. AA. con una policía independiente al CNP.

El CNP tiene cuatro unidades adscritas a las Comunidades de: Valencia, Andalucía, Galicia, y Aragón. Son las siguientes:
- Unidad del Cuerpo Nacional de Policía Adscrita a la Comunidad Valenciana.
- Unidad del Cuerpo Nacional de Policía Adscrita a la comunidad autónoma de Andalucía.
- Unidad del Cuerpo Nacional de Policía Adscrita a la comunidad autónoma de Galicia.
- Unidad del Cuerpo Nacional de Policía Adscrita a la comunidad autónoma de Aragón.

Estos unidades dependerán orgánicamente del Ministerio del Interior a través de la Dirección General de la Policía, dentro de la Dirección Adjunta Operativa (DAO); dependerán funcionalmente de las autoridades autonómicas competentes; y el mando, dirección y coordinación se ejercerá a través de la Jefatura de cada Unidad.

### Centros de formación

#### Centro de Altos Estudios
Antes del 2013 se denominaba Centro de Promoción. La sede se encuentra en el distrito madrileño de Carabanchel. Actualmente tiene una doble función al dedicarse de una parte a la formación de ascenso a las categorías de comisario principal, comisario e inspector-jefe, subinspectores y oficiales, y de otra parte a desarrollar acciones formativas tanto de mandos españoles como extranjeros, todo ello en colaboración con diferentes universidades españolas.

#### Escuela Nacional de Policía

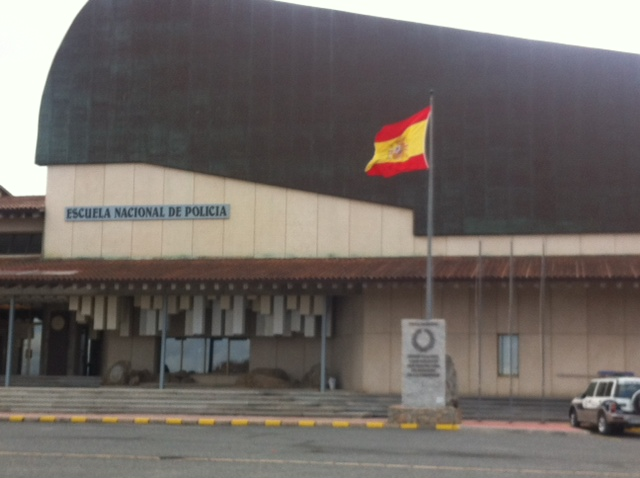
Escuela Nacional de Policía en Ávila

La Escuela Nacional de Policía, con sede en la ciudad de Ávila, pertenece a la División de Formación y Perfeccionamiento y es el lugar donde los opositores declarados aptos en la fase de oposición libre, tanto a la Escala Básica —categoría de Policía—, como a la Escala Ejecutiva —categoría de Inspector—, se forman para ser funcionarios de la Policía Nacional. También se imparten cursos de ascenso para los agentes de promoción interna dentro del propio Cuerpo provenientes de la Escala de Subinspección, así como cursos complementarios a miembros de otros cuerpos, tanto españoles (Policía Foral de Navarra , policía local de Castilla y León y policía municipal de la Comunidad de Madrid, Servicio Vigilancia Aduanera), como de otros países, colaborando con los mismos en programas de intercambio.
Asimismo la Escuela Nacional de Policía acoge la sede de la Secretaría Permanente de la Escuela Iberoamericana de Policía de la Comunidad de Policías de América (IBERPOL).
Entre sus instalaciones destaca el museo de la Policía, existente desde 1908 y trasladado a la academia en 1986 coincidiendo con su inauguración.

#### Centro de Actualización y Especialización (CAE)
Dedicado a la programación de los correspondientes grupos de actualización profesional o reciclaje, así como los cursos de especialización operativa. Los cursos pueden ser impartidos de forma telemática o con presencia física de los agentes, en este caso las sedes donde se van a impartir los cursos pueden ir desde la Escuela Nacional de Policía, hasta la propia sede del CAE o el Centro de Prácticas Operativas.

#### Área de Procesos selectivos
Se encarga de desarrollar todos los procesos de selección tanto para el acceso en sus categorías de policía e inspector, como los relacionados con la promoción interna a todas las categorías del cuerpo.
Procesos de gran complejidad por el volumen de participantes. La última convocatoria, de 2018, a la categoría de escala básica contaba con 44056 aspirantes, aunque en convocatorias anteriores se superaba el número de 50000 aspirantes.
Cada año, se publica la oferta pública de empleo en la que se especifica el número de plazas a cubrir en cada escala. La fase de Oposición de ingreso en la Escala Básica, categoría Policía, consta de cuatro pruebas. La primera de aptitud física (circuito de agilidad, prueba de fuerza, carrera de 1000 m), la segunda de conocimiento y ortografía (la ortografía no estaba contemplada en convocatorias anteriores), la tercera de entrevista personal y reconocimiento médico, y la cuarta test psicotécnico junto al ejercicio voluntario de idioma en inglés o francés.
Después de aprobar la oposición se deberá superar un curso de formación en la Escuela de Ávila, y una vez aprobado, se pasará por un tiempo de prácticas en las diferentes dependencias de una Comisaría de Policía que se reparten por el territorio español.
Superado este periodo de prácticas de carácter eliminatorio se hará efectivo el nombramiento de Policía en Activo mediante el acto de jura de cargo en la misma escuela. Se hará entrega del carné profesional y placa emblema del cuerpo, junto al diploma que certifica al alumno como nuevo funcionario de carrera.

#### Centro de Prácticas Operativas "La Enira"
Se encuentra en Linares (Jaén) el Centro de Prácticas Operativas de la Policía Nacional "La Enira". Estas instalaciones están destinadas al entrenamiento del Grupo Especial de Operaciones (GEO), de las Unidades de Intervención Policial (UIP) y de los Técnicos Especialistas en Desactivación de Artefactos Explosivos y Agentes Nucleares, Radiológicos, Biológicos y Químicos (TEDAX-NRBQ).

## Especialidades

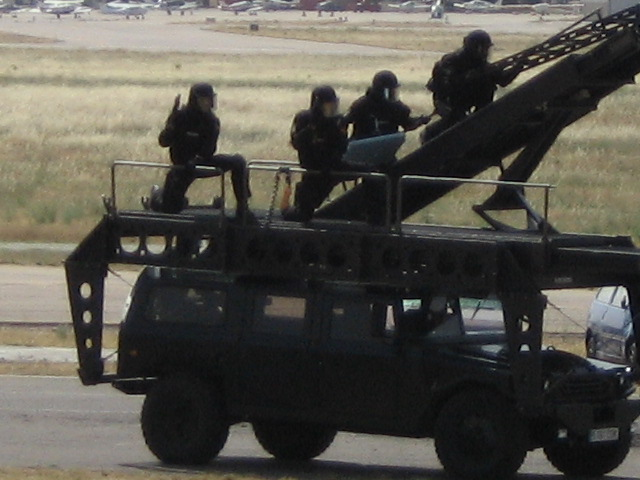
Miembros del GEO realizan un simulacro de asalto a un edificio utilizando un vehículo URO VAMTAC S3 equipado con un MARS (sistema de rampa móvil ajustable).

Cuenta con numerosas especialidades como, por ejemplo:
- Unidad de Investigación Tecnológica (UIT)
- Unidad Especial de Caballería (UEC)
- Grupos de Atención al Ciudadano (GAC)
- Grupo Especial de Operaciones (GEO)
- Grupo Operativo Especial de Seguridad (GOES)
- Unidad Especial de Guías Caninos (UEGC)
- Servicio de Medios Aéreos (SMA)
- Oficina de Denuncias y Atención al Ciudadano (ODAC)
- Policía Científica
- Policía Judicial
- Servicio de Atención a la Familia (SAF)
- Unidad Central de Fronteras (UCF)
- Unidad Especial de Subsuelo y Protección Ambiental (UES)
- Técnicos Especialistas en Desactivación de Artefactos Explosivos y Agentes Nucleares, Radiológicos, Biológicos y Químicos (TEDAX-NRBQ)
- Unidad de Intervención Policial (UIP)Antidisturbios de la UIPVehículos de la UIP

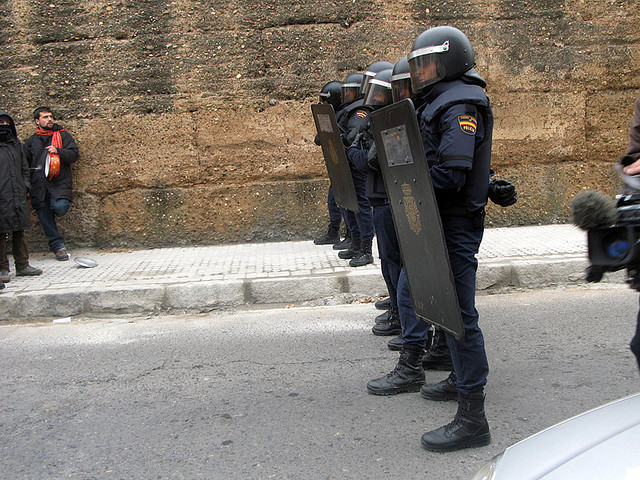
Antidisturbios de la UIP

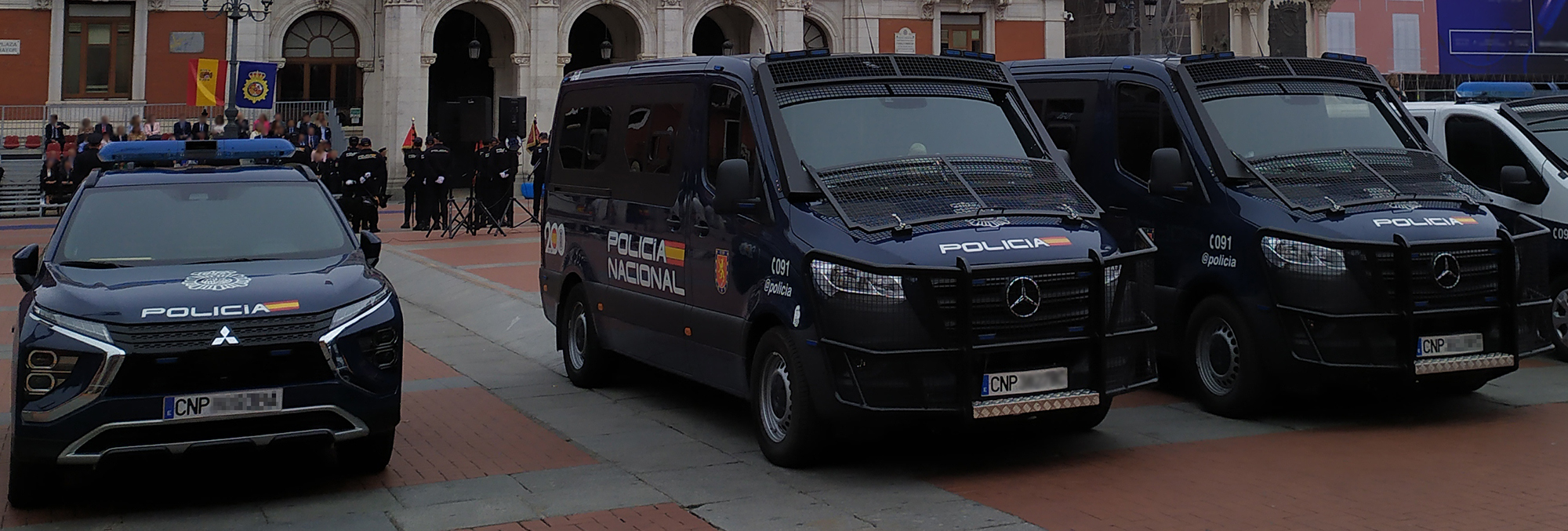
Vehículos de la UIP

- Unidad de Prevención y Reacción (UPR)
- Grupo Operativo de Respuesta (GOR)
- Brigada de Coordinación de los Grupos de Respuesta Especial para el Crimen Organizado (GRECO)
- Grupo de Localización de Fugitivos
- Unidad de Delincuencia Especializada y Violenta (UDEV)
- Unidad de Delincuencia Económica y Fiscal (UDEF)
- Unidad de Droga y Crimen Organizado (UDYCO)
- Brigada Central de Estupefacientes (BCE)
- Unidad Contra las Redes de Inmigración y Falsedades documentales (UCRIF)
- Unidad Central de Protección (UCP)
- Unidad de Asuntos Internos (UAI)
- Unidad de Prevención Asistencia y Protección (UPAP)
- Unidad Central de Apoyo Operativo (UCAO).
- Grupo Operativo de Intervenciones Técnicas (GOIT).
- Grupo de Menores (GRUME)
- Unidad de Prevención y Atención Socio-Sanitaria
- Servicio de Armamento y Equipamiento Policial (Instructores de Tiro)
- Unidad Nacional de Europol (UNE)

Nota: Existe personal facultativo y técnicos que desempeñan labores muy concretas (sanidad, químicos, biólogos...)

## Régimen interno

### Escalas y categorías
Según establece la Ley Orgánica 9/2015 de Régimen de Personal de la Policía Nacional, el Cuerpo Nacional de Policía se estructura en 4 Escalas y dentro de éstas, en 7 categorías:
- Escala Superior, con dos categorías:

Primera: Comisario Principal. Entre ellos se nombrarán los componentes de la junta de gobierno (Director Adjunto Operativo, Subdirectores Generales, Comisarios Generales y Jefes de División) y los Jefes Superiores de Policía.
Segunda: Comisario.
- Escala Ejecutiva, con dos categorías:

Primera:  Inspector jefe.
Segunda: Inspector.
- Escala de Subinspección, con la categoría de subinspector.

- Escala Básica, con dos categorías:

Primera: Oficial de Policía.
Segunda: Policía.

### Ingreso
Los requisitos para ingresar en el cuerpo son:
- Estar en posesión de la nacionalidad española.
- Tener 18 años. (El requisito de edad máxima fue declarado nulo por Sentencia del Tribunal Supremo de 21 de marzo de 2011)
- Tener una estatura mínima de 1,65 metros los hombres y 1,60 las mujeres. (Este requisito se eliminó en el Real Decreto 853/2022, de 11 de octubre, en el que se aprobó el nuevo Reglamento de procesos selectivos y formación de la Policía Nacional).[29][30]La condición de estatura mínima se mantendrá únicamente para ingresar en las UIP, las UPR, y el GEO. [31]
- Estar en posesión del título de Bachillerato, equivalente o superior.
- No haber sido condenado por delito doloso ni separado del servicio del Estado, de la Administración autonómica, local o institucional, ni hallarse inhabilitado para el ejercicio de funciones públicas.
- Estar en posesión del permiso de conducir de la actual clase B.
- Acreditación de idioma (inglés o francés), en el nivel B1 del MCER para ingreso en la Escala Ejecutiva, y en el nivel A2 para el ingreso en la Escala Básica.

Existen dos vías para acceder al Cuerpo Nacional de Policía: Oposiciones a la Escala Básica u oposiciones a la Escala Ejecutiva.
- Para opositar a la Escala Ejecutiva es necesario, además, el título universitario oficial de Grado. No obstante, los títulos universitarios oficiales obtenidos conforme a planes de estudios anteriores a la entrada en vigor del Real Decreto 1393/2007, de 29 de octubre donde se establece la ordenación de las enseñanzas universitarias oficiales, mantendrán todos sus efectos académicos a los efectos del ingreso y la promoción en la Policía Nacional.[32]

### Divisas y distintivos del cargo
Las divisas son aquellos elementos de la uniformidad de la policía que sirven para diferenciar el rango –la escala y categoría– del funcionario concreto. Se encuentran recogidas en la Orden del Ministerio del Interior 430/2014, de 10 de marzo, por la que se regula la uniformidad en el Cuerpo Nacional de Policía.
Estas divisas se portan en la prenda superior del uniforme, generalmente sobre los hombros del agente. Esta norma se cumple siempre en el uniforme de trabajo y en el uniforme de gala y representación. Sin embargo, por motivos de operatividad de los distintos uniformes de las especialidades, estas divisas pueden adoptar la forma conocida como galleta, que consiste en un pequeño fieltro ubicado a la altura del pectoral izquierdo. Por otra parte, en el uniforme de gran gala las divisas se encuentran bordadas en las bocamangas de la guerrera.
Todas las divisas, independientemente de la categoría, presentan una corona real de oro y gules. La escala superior y, excepcionalmente, la categoría de inspector jefe, presentan un entorchado compuesto por una línea doble de hojas de laurel nervadas, que en la hombrera se sitúa en su base. Entre estas categorías se diferencian por el número de bastones de mando orlados cada uno de dos ramas de laurel nervadas y frutadas, unidas por sus troncos, que en la categoría de comisario principal será de tres, en la de comisario, dos, y en la de inspector jefe, uno. Las divisas de los inspectores, así como los alumnos de escala ejecutiva, están formadas por una serreta y galón recto y por coronas de laurel formadas por dos ramas de laurel nervadas, frutadas y unidas por sus troncos, cuyo número varía en relación con si son funcionarios de carrera, en cuyo caso portan tres, o si son alumnos y en qué año de su formación se encuentran. Los subinspectores portan como divisa un galón recto, una corona de laurel como la de la escala ejecutiva y tres galones en ángulo unidos sin espacio entre sí. La divisa de la escala básica está formada por una rama de laurel nervada y frutada, diferenciándose las categorías por el número de galones en ángulo presentes: tres en la categoría de Oficial y dos en la de Policía. Los alumnos de esta escala en prácticas, únicamente poseen la rama de laurel, sin galones, mientras que los alumnos durante el curso de formación no poseen más elementos aparte de la corona común a toda divisa.
Los distintos del cargo son un tipo especial de divisa que utilizan determinados jefes de la corporación en sustitución de sus divisas genéricas, que están formados por dos bastones de mando entrecruzados y un entorchado doble de hojas de laurel, cuyo número varía según el cargo. Los funcionarios directivos autorizados para ello son el director adjunto operativo, los subdirectores generales, los comisarios generales, los jefes de división y los jefes superiores de policía. Los funcionarios relacionados, además de los jefes de las comisarías provinciales y locales, pueden portar en determinados actos un bastón de mando, pero únicamente por el que sea el máximo representante de la corporación de entre los presentes.

### Símbolos

#### Emblemas generales

Distintivo del Cuerpo Nacional de Policía (CNP)
Logotipo del Cuerpo Nacional de Policía (CNP)
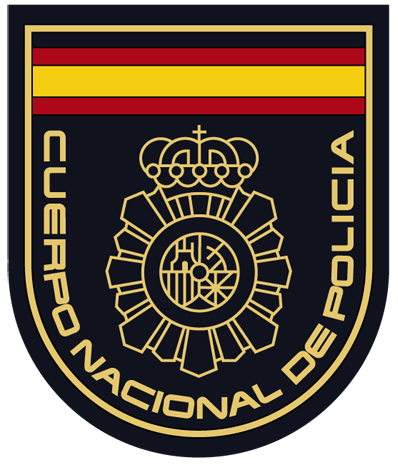
Emblema del Cuerpo Nacional de Policía (CNP)

#### Distintivos de función y permanencia

##### Distintivos de áreas

Distintivo de función del área de Policía Judicial
Distintivo de función del área de Información
Distintivo de función del área de Policía Científica
Distintivo de función del área de Extranjería y Fronteras
Distintivo de función del área de Cooperación Internacional
Distintivo de función del área de Documentación

##### Distintivos de especialidades del área de Seguridad Ciudadana

Emblema del Grupo Especial de Operaciones (GEO)
Emblema del Grupos Operativos Especiales de Seguridad (GOES)
Emblema de las Unidades de Intervención Policial (UIP)
Emblema de la Unidad de Prevención y Reacción (UPR)
Emblema de la Unidad Especial de Guías Caninos (UEGC)

### Representación sindical
En la Policía Nacional están permitidos los sindicatos, pero de carácter profesional, en los cuales sus afiliados únicamente pueden ser miembros del mismo cuerpo policial. Entre ellos encontramos, por orden de representación en el Consejo de la Policía, los siguientes: Justicia Policial-ASP (JUPOL-ASP), Sindicato Unificado de Policía (SUP), Sindicato Profesional de Policía (SPP), Confederación Española de Policía (CEP), Equiparación Ya (EYA) y Unión Federal de Policía (UFP). Además de estos, existen otras asociaciones sindicales que no han obtenido representación en el Consejo.

## Polémicas
Varios miembros de la Policía Nacional estuvieron implicados en la década de 1980 en los GAL y el terrorismo de Estado contra ETA, incluidos los responsables de la lucha antiterrorista del cuerpo, siendo condenados junto a los principales cargos del Ministerio del Interior y de la Guardia Civil por varios delitos, entre ellos, secuestros y asesinatos, tanto de personas vinculadas a ETA como de ciudadanos sin ningún vínculo terrorista conocido que fueron señalados como objetivos por error de esta guerra sucia.
Una de las especialidades que más críticas ha recibido son las Unidades de Intervención Policial (UIP), conocidas popularmente como los «antidisturbios», las cuales se ocupan de la seguridad de eventos que puedan causar una grave alteración del orden público, como en las manifestaciones y protestas. Debido a su cometido, sus actuaciones son muy mediáticas y la opinión pública, según se comparta o no la reivindicación de la protesta, tiene diferentes posturas acerca de sus intervenciones,. Estas unidades deben utilizar la fuerza imprescindible para mantener el orden público. Esto incluye el polémico uso de pelotas de goma y gases lacrimógenos. Durante las protestas populares de 2011-2015 posteriores al Movimiento 15-M, miembros de estas unidades fueron acusados de abuso de fuerza y malos tratos. Estas actuaciones fueron investigadas por la justicia, archivándose las diferentes causas al no poder individualizar a los autores.Tras ello, los agentes comenzaron a portar su número de identificación en grandes dimensiones durante sus intervenciones.También resultaron especialmente críticas las cargas policiales de la UIP y de la UPR junto a unidades de otros cuerpos policiales durante el proceso soberanista de Cataluña. Fueron investigados judicialmente 73 agentes de la Policía Nacional por cargas desproporcionadas durante el referéndum ilegal del 1-0, de los que 27 han sido exculpados por estar amparados en el cumplimiento del deber y causar lesiones leves de escasa importancia. Los 46 restantes fueron amnistiados en virtud de la Ley de amnistía, sin llegar a ser juzgados, al quedar comprendidos los delitos de los que se les acusaba dentro de la medida de gracia.
Bajo el mandato del ministro del Interior Fernández Díaz, altos mandos de la Policía Nacional y personas vinculadas al cuerpo conformaron lo que algunos medios denominaron la ‘Policía patriótica’, también conocida como la ‘Brigada patriótica’ o las ‘Cloacas del Estado’. Entre los miembros de esta brigada clandestina se encontraban, entre otros, el propio Director Adjunto Operativo y el jefe de la Unidad de Asuntos Internos. Este grupo presuntamente utilizó recursos policiales con fines partidistas, llegando a manipular pruebas para desprestigiar a rivales políticos de la cúpula ministerial y para dificultar las investigaciones de la trama Gürtel y el caso Bárcenas. Algunos de los asuntos en los que estuvieron implicados fueron el Caso Kitchen, la Operación Cataluña o el Informe Pisa. La información de la existencia de esta camarilla se destapó debido a la ‘Guerra de Comisarios’ que sucedió tras la explosión mediática del caso Nicolay, filtrándose a los medios las grabaciones ocultas de las reuniones de la policía patriótica que sus componentes se hicieron entre ellos para incriminarse unos a otros.